# Chlorurus sordidus
Chlorurus sordidus är en fiskart som först beskrevs av Forsskål, 1775.  Chlorurus sordidus ingår i släktet Chlorurus och familjen Scaridae. IUCN kategoriserar arten globalt som livskraftig. Inga underarter finns listade i Catalogue of Life.